# 平均値の定理

[a, b] で連続かつ (a, b) で微分可能な関数に対して、平均変化率に等しい傾きを持つ接線を与える点 c が (a, b) 内に存在する。

微分積分学における平均値の定理（へいきんちのていり、英: mean-value theorem）または有限増分の定理 (仏: Théorème des accroissements finis) は、実函数に対して有界な領域上の積分に関わる大域的な値を、微分によって定まる局所的な値として実現する点が領域内に存在することを主張する。平均値の定理にはいくつかバリエーションがあるが、単に 「平均値の定理」 と言った場合は、ラグランジュの平均値の定理と呼ばれる微分に関する平均値の定理のことを指す場合が多い。
平均値の定理は微積分学の他の定理の証明（例えば、テイラーの定理、微分積分学の基本定理）にしばしば利用される、大変有用なものである。平均値の定理の証明自体にはロルの定理を用いる。その一方で、平均値の定理はそのまま多変数の関数に適用することはできない。また、もっと弱い条件の元でも同じ定理が成り立つ。その他種々の理由から、平均値の定理を使うこと避ける数学者もいる。多変数関数にも使えて、平均値の定理の代わりになるような定理として、有限増分不等式がある。これは存在型ではない。あるいは、積分を持ち込んで微積分学の基本定理で代用することもある。

## 歴史
平均値の定理の特別の場合について、最古の記述はインドのケーララ学派Parameshvara (1370–1460) によるGovindasvāmiおよびバースカラ2世に関する解説の中に見られる。制限された形の平均値定理は、1691年にミシェル・ロルが今日ロルの定理と呼ばれるものを、多項式に限って、微分積分学の手法を用いることなく示した。現代的な形の平均値定理を定式化し証明したのはオーギュスタン・ルイ・コーシーで、1823年のことである。

## 微分の平均値定理

### 有限増分の定理
有限増分の定理と呼ばれる定理にもいくつか異なるバージョンがあり、後で述べる平均値の定理の別名でしかない場合もある
弱い有限増分の定理
函数 f は閉区間 [a, b] 上で有限かつ連続、開区間 (a, b) で微分可能であるとき、{\textstyle m:=\inf _{a<x<b}f',M:=\sup _{a<x<b}f'} とすれば {\displaystyle m(b-a)\leq f(b)-f(a)\leq M(b-a)} が成立する。
強い有限増分の定理
函数 f, g は閉区間 [a, b] 上で有限かつ連続、開区間 (a, b) で微分可能であるとき、区間 [a, b] 上で {\textstyle mg'(x)\leq f'(x)\leq Mg'(x)} となる定数 m, M が存在するならば {\displaystyle m(g(b)-g(a))\leq f(b)-f(a)\leq M(g(b)-g(a))} が成立する。
微分可能性に関しては、殆ど至る所微分可能や、殆ど至る所左側（resp. 右側）微分可能に緩めたもの、あるいは微分係数が∞となることを許す場合でも、適当な仮定のもとで成り立つ。また、絶対値をとれば結論の不等式を {\displaystyle |f(b)-f(a)|\leq M(g(b)-g(a))\quad (M:=\sup _{a<x<b}|f(x)|)} のような形に書くこともできる。

### ラグランジュの平均値の定理
a < b とし、f(x) を閉区間 [a, b] で連続で、開区間 (a, b) で微分可能な関数とする。このとき開区間 (a, b) 上に、ある点 c が存在して
{\displaystyle {\frac {f(b)-f(a)}{b-a}}=f'(c)}
が成り立つ。これを微分に関するラグランジュの平均値の定理という。左辺は、グラフにおいて (a, f(a)), (b, f(b)) を結ぶ線分（曲線の弦と呼ぶ）の傾き（= 平均変化率）であるから、ラグランジュの平均値の定理は弦と平行な接線（= 瞬間の変化率）を持つ点が a と b の間に存在するということがこの定理の主張である。つまり平均値の定理は存在型の定理である。
またラグランジュの平均値の定理は {\displaystyle b=a+h}、{\displaystyle c=a+\theta h} とおくと、（ただし 0 < θ < 1 ）
{\displaystyle f(a+h)=f(a)+hf'(a+\theta h)}
とも表せる。

#### 証明
{\displaystyle g(x)=f(x)-rx}（{\displaystyle r}は定数）とすると、関数{\displaystyle f}が閉区間[a, b]で連続で、開区間(a, b)で微分可能ならば関数{\displaystyle g}も同様となる。
このとき、{\displaystyle g(a)=g(b)}となるならば、
{\displaystyle {\begin{aligned}g(a)=g(b)&\iff f(a)-ra=f(b)-rb\\&\iff r(b-a)=f(b)-f(a)\\&\iff r={\frac {f(b)-f(a)}{b-a}}.\end{aligned}}}
だから、ロルの定理より{\displaystyle g'(c)=0}となるc ∈ (a, b)が存在し、
{\displaystyle {\begin{aligned}&g'(x)=f'(x)-r\\&g'(c)=0\\&g'(c)=f'(c)-r=0\\&\Rightarrow f'(c)=r={\frac {f(b)-f(a)}{b-a}}\end{aligned}}}
∴　{\displaystyle {\frac {f(b)-f(a)}{b-a}}=f'(c)}となるc ∈ (a, b)が存在する。

### コーシーの平均値の定理
ラグランジュの平均値の定理の拡張として、f(x), g(x) を閉区間 [a, b] で連続で、開区間 (a, b) で微分可能な関数、区間内の各点 x において g' (x) ≠ 0, g(b) − g(a) ≠ 0 であるならば
{\displaystyle {\frac {f(b)-f(a)}{g(b)-g(a)}}={\frac {f'(c)}{g'(c)}}}
なる c ∈ (a, b) が存在する。これをフランスの数学者コーシーにちなんでコーシーの平均値の定理という。特に g(x) = x である時がラグランジュの平均値の定理である。仮定「区間内の各点 x に対し g' (x) ≠ 0」はもう少し弱めて「区間内の各点 x で f' (x), g' (x) は同時に 0 にならない」としてよい。

### ロピタルの定理
コーシーの平均値の定理から極限をとると、系としてロピタルの定理（またはベルヌーイの定理）が導かれる。f(x), g(x) を f(a) = g(a) = 0 でありかつ a の十分近くで 0 にならない微分可能な関数とするとき、以下の定理を得る。
{\displaystyle \lim _{x\to a}{\frac {f(x)}{g(x)}}=\lim _{x\to a}{\frac {f(x)-f(a)}{g(x)-g(a)}}=\lim _{x\to a}{\frac {f'(x)}{g'(x)}}}
左の等号は f(a) = g(a) = 0 による。右の等号はコーシーの平均値の定理による。

## 積分の平均値定理
関数 f(x) が有限の容積 vol(E) をもつ集合 E 上で有界かつ可積分ならば、f(x) の E における積分値を E において平均化した値は、 E における f(x) の上限 sup f(x) と下限 inf f(x) の間にある：
{\displaystyle \inf _{x\in E}f(x)\leq {\frac {1}{\mathrm {vol} (E)}}\int _{E}f(x)\,dx\leq \sup _{x\in E}f(x).}
これを積分の第一平均値定理という。また、もう少し一般に拡張した形のものを指すこともあり、それは次のように述べられる。集合 E 上で f(x) が有界、g(x) が可積分ならば、積 f(x)g(x) は可積分であって、
{\displaystyle \inf _{x\in E}f(x)\leq \mu \leq \sup _{x\in E}f(x)}
となる定数 μ のうちに等式
{\displaystyle \int _{E}f(x)|g(x)|\,dx=\mu \int _{E}|g(x)|\,dx}
を満たすものが存在する。ここで f(x) が連続ならば、E の点 ξ を適当に取れば μ = f(ξ) と書けることが中間値の定理から従う。特に一変数の場合を考えれば、有界な関数 f(x) が区間 [a, b] で連続かつ積分可能ならば
{\displaystyle {\frac {1}{b-a}}\int _{a}^{b}f(x)\,dx=f(\xi )}
を満たす ξ が a < ξ < b の範囲に存在する。この式の左辺は、関数 f(x) が区間 [a, b] で掃く“符号付き”面積 ∫ab f(x) dx を区間の全長（図形の横の長さ）b − a で割ったものである。したがってこの等式は、関数 f(x) が区間 [a, b] において掃く図形の平均の“符号付き”高さ（その符号付き面積を持つ図形を一定の符号付き高さに均したときの高さ）を実現する点が区間内に存在することを保証する。
第一平均値定理の系として、開区間 (a,b) において有界変動かつ連続な関数 F(x) と有界な単調関数 φ(x) に対して、φ(x) はルベーグ・スティルチェスの意味で F(x) に関して可積分であって、a < ξ < b で
{\displaystyle \int _{a}^{b}\varphi (x)\,dF(x)=\varphi (a+0)\{F(\xi )-F(a+0)\}+\varphi (b-0)\{F(b-0)-F(\xi )\}}
を満たすものが存在することが示せる。これを第二平均値定理という。特に、開区間 (a,b) において、f(x) が可積分で φ(x) が有界かつ単調な関数であるならば、f(x) の不定積分が第二平均値定理にいう F(x) の条件を満たしているので、この場合の第二平均値定理の等式は
{\displaystyle \int _{a}^{b}f(x)\varphi (x)dx=\varphi (a+0)\int _{a}^{\xi }f(x)\,dx+\varphi (b-0)\int _{\xi }^{b}f(x)\,dx}
の形に表せる。

## 注